# Curtis Fuller Volume 3
Curtis Fuller Volume 3 ist ein Jazzalbum von Curtis Fuller. Die am 1. Dezember 1957 im Rudy Van Gelder Studio, Hackensack, New Jersey, entstandenen Aufnahmen erschienen im Dezember 1960 auf Blue Note Records. 1976 bzw. 1978 wurde die LP in Japan wiederveröffentlicht, erschien jedoch nie als Compact Disc.

## Hintergrund
Nach zwei Alben für das Label Blue Note Records, The Opener (1957, mit Hank Mobley, Bobby Timmons, Paul Chambers, Art Taylor) und Bone & Bari (1958) bekam der Posaunist Curtis Fuller von dem Blue-Note-Produzenten Alfred Lion Gelegenheit, Material für eine weitere LP einzuspielen. Fullers Band gehörten Art Farmer (Trompete), Sonny Clark (Piano), George Tucker (Bass) und Louis Hayes (Schlagzeug). Die Veröffentlichung der LP war für den Mai 1958 geplant, doch wurde sie bis Dezember 1960 verschoben.
Kurz zuvor hatte Curtis Fuller mit Tommy Flanagan ein gemeinsames Album für Savoy Records aufgenommen, Jazz...it's Magic; ferner hatte er bei John Coltranes Blue-Note-Album Blue Train mitgewirkt. Im Januar 1958 nahm Fuller unter eigenem Namen ein weiteres Blue-Note-Album auf, Two Bones, mit Slide Hampton, Sonny Clark, George Tucker und Charlie Persip, das allerdings erst 1980 in Japan erschien.
Die Liner Notes für das Album schrieb Nat Hentoff.

## Titelliste
- Curtis Fuller Volume 3 (Blue Note BLP 1583)[3]

1. Little Messenger 6:21
2. Quantrale 6:13
3. Jeanie 6:49
4. Carvon 6:59
5. Two Quarters of a Mile 6:33
6. It’s too Late Now (Alan Jay Lerner, Burton Lane) 6:54

Sofern nicht anders angegeben, stammen alle Kompositionen von Curtis Fuller.

## Rezeption
Lee Bloom verlieh dem Album in Allmusic drei Sterne und schrieb, dieses dritte Album Fullers für Blue Note sei stärker als seine Vorgänger, insbesondere wenn es darum gehe, die kompositorischen Talente des Posaunisten zu demonstrieren. Die fünf Eigenkompositionen und ein Standard böten großartiges Ensemblespiel und würden ein breites Spektrum von afro-kubanischem über Swing bis hin zum Balladenspiel abdecken. Fullers Komposition „Carvon“ sei außergewöhnlich; das Hauptthema wird auf der Posaune gespielt, nur begleitet vom gestrichenen Bass. Diese Aufnahme habe Curtis Fuller als ernsthafte, reife Stimme auf seinem Instrument fest etabliert.